# 17211 Brianfisher
17211 Brianfisher è un asteroide della fascia principale. Scoperto nel 2000, presenta un'orbita caratterizzata da un semiasse maggiore pari a 2,4170031 UA e da un'eccentricità di 0,0897364, inclinata di 6,21448° rispetto all'eclittica.